# João, o Diácono (amanuense)
João, O Diácono foi um amanuense, monge do monastério de Santa Maria e São Martim de Albares. Acredita-se que João tenha escrito a  a bíblia Moçárabe, ou Gótica, do século X, em 920, conhecida por conter a biografia de São Fruela. Porém, alguns autores afirmam que não se pode atribuir a autoria desta bíblia e da biografia de São Fruela a João, o Diácono, que na verdade teria escrito apenas O Livro de Jó contido no códice. 